# Léo Kierkels
Leo Peter Gerard Kierkels, né à Baexem (Pays-Bas) le 12 décembre 1882 et décédé à Rome le 7 novembre 1957, est un prêtre passionniste néerlandais, supérieur général des passionistes puis diplomate du Saint-Siège. Durant plus de vingt ans il fut internonce à New-Delhi en Inde. 

## Biographie
Premier fils de Laurent Kierkels et Catharina Ronckers Léo nait à Baexem le 12 décembre 1882. Il passe cependant une grande partie de sa jeunesse à Haelen. 
Le 23 mai 1899, à Ere, près de Tournai en Belgique,  Kierkels prononce ses vœux de religion comme frère passioniste. Le 22 décembre 1906, il est ordonné prêtre à Bruges et célèbre peu après sa première messe dans son village natal, Baexem.  Kierkels poursuit des études supérieures à Rome et est nommé professeur de philosophie à la maison internationale d’études de sa congrégation, les passionnistes, à Rome. 
D’abord Secrétaire général (1915) puis Procureur général (1920), Kierkels est finalement élu Supérieur général des Passionistes en 1925. 
Son mandat terminé il est nommé (1931) délégué apostolique en Inde britannique (en) par le pape Pie XI. Kierkels est consacré évêque le 26 avril 1931 par le cardinal van Rossum, avec le titre d’archevêque de Salamine (de), avec comme co-consécrateurs Pietro Pisani (en) et Giovanni Battista Peruzzo (it), et prend comme devise épiscopale ‘Quae sursum sunt, quaerite’ (recherchez les choses d’en haut, une citation de la lettre de saint Paul aux Colossiens. [Col. 3:2] ). Lorsque l’Inde devient indépendante il est promu internonce (1948). 
Léo Kierkels sera à ce poste jusqu’en 1952, c’est-à-dire durant 21 ans. Cette période fut une de plus troublée et difficile de l’histoire de l'Inde contemporaine avec la lutte pour l’indépendance, la Seconde Guerre mondiale et la partition de l’empire colonial anglais lorsque le pays accède à l’indépendance (1948). Ami du pandit Nehru il eut également de bons contacts avec d’autres personnalités hindoues et musulmanes. 
Il eut pour tâche également de piloter l’Église catholique, encore largement contrôlée par des évêques missionnaires étrangers, vers une indianisation de sa hiérarchie. 
Le 22 décembre 1956, à l’occasion de son jubilé d’or d’ordination sacerdotale il est reçu comme commandeur de l'ordre d'Orange Nassau. Léo Kierkels meurt à Rome le 7 novembre 1957.

## Reconnaissance publique
- À Baexem (commune de Leudal) une place publique a été nommée Mgr Kierkelsplein.

## Succession apostolique
Léo Kierkels a ordonné les évêques suivants :
- Évêque Vittore Rosario Fernandes (de) (1931)
- Évêque Mathurin-Pie Le Ruyet, O.F.M. Cap. (1931)
- Évêque Marie-Louis-Joseph-Constantin Tournier, M.E.P. (1932)
- Archevêque Jean Pierre Léonard, S.J. (1936)
- Évêque Bernardo Regno (de), O.S.B. (1936)
- Évêque Vincent Victor Dereere, O.C.D. (1936)
- Archevêque Jean-Marie Masson (pl), O.M.I. (1938)
- Évêque René-Jean-Baptiste-Germain Feuga, M.E.P. (1941)
- Évêque Ignatius Mummadi (de) (1943)
- Évêque George Alapatt (en) (1944)
- Cardinal Thomas Benjamin Cooray, O.M.I. (1946)
- Évêque Albert Conrad De Vito (en), O.F.M. Cap. (1947)
- Archevêque Leonard Joseph Raymond (de) (1947)
- Évêque Aldo Maria Patroni (de), S.J. (1948)
- Évêque Leo D'Mello (de) (1949)
- Archevêque Eugene Louis D'Souza (de), M.S.F.S. (1951)